# 小行星1507
小行星1507（1507 Vaasa）是一颗围绕太阳公转的小行星。1939年9月12日，利斯·奧特瑪在图尔库发现了此天体。
該小行星以芬蘭的城市瓦薩命名。
这颗小行星的绝对星等为49.97507030830347等。